# وودونغا
وودونغا (بالإنجليزية: Wodonga)‏ هي مدينة، تتبع ولاية فيكتوريا، وAlbury–Wodonga ‏، وDivision of Indi ‏، وCity of Wodonga ‏، وElectoral district of Benambra ‏، بلغ عدد سكانها 18948  نسمة، في 9 أغسطس 2016، تبلغ مساحتها 400 كيلومتر مربع، رمزها البريدي هو 3690.

## المناخ
يظهر الجدول التالي التغييرات المناخية على مدار السنة لوودونغا:
| البيانات المناخية لـوودونغا       | البيانات المناخية لـوودونغا | البيانات المناخية لـوودونغا | البيانات المناخية لـوودونغا | البيانات المناخية لـوودونغا | البيانات المناخية لـوودونغا | البيانات المناخية لـوودونغا | البيانات المناخية لـوودونغا | البيانات المناخية لـوودونغا | البيانات المناخية لـوودونغا | البيانات المناخية لـوودونغا | البيانات المناخية لـوودونغا | البيانات المناخية لـوودونغا | البيانات المناخية لـوودونغا |
| الشهر                             | يناير                       | فبراير                      | مارس                        | أبريل                       | مايو                        | يونيو                       | يوليو                       | أغسطس                       | سبتمبر                      | أكتوبر                      | نوفمبر                      | ديسمبر                      | المعدل السنوي               |
| --------------------------------- | --------------------------- | --------------------------- | --------------------------- | --------------------------- | --------------------------- | --------------------------- | --------------------------- | --------------------------- | --------------------------- | --------------------------- | --------------------------- | --------------------------- | --------------------------- |
| الدرجة القصوى °م (°ف)             | 44.1 (111.4)                | 45.4 (113.7)                | 38.8 (101.8)                | 31.6 (88.9)                 | 25.4 (77.7)                 | 22.9 (73.2)                 | 22.1 (71.8)                 | 21.9 (71.4)                 | 28.3 (82.9)                 | 32.8 (91.0)                 | 39.4 (102.9)                | 41.1 (106.0)                | 45.4 (113.7)                |
| متوسط درجة الحرارة الكبرى °م (°ف) | 31.8 (89.2)                 | 31.2 (88.2)                 | 28.1 (82.6)                 | 22.9 (73.2)                 | 16.8 (62.2)                 | 14.1 (57.4)                 | 12.6 (54.7)                 | 14.7 (58.5)                 | 18.0 (64.4)                 | 21.5 (70.7)                 | 25.5 (77.9)                 | 28.6 (83.5)                 | 22.2 (72.0)                 |
| متوسط درجة الحرارة الصغرى °م (°ف) | 15.2 (59.4)                 | 15.3 (59.5)                 | 12.7 (54.9)                 | 9.0 (48.2)                  | 5.6 (42.1)                  | 4.1 (39.4)                  | 3.1 (37.6)                  | 4.2 (39.6)                  | 5.7 (42.3)                  | 8.5 (47.3)                  | 10.4 (50.7)                 | 13.2 (55.8)                 | 8.9 (48.0)                  |
| أدنى درجة حرارة °م (°ف)           | 7.6 (45.7)                  | 6.6 (43.9)                  | 3.5 (38.3)                  | 1.9 (35.4)                  | −1.8 (28.8)                 | −3.2 (26.2)                 | −3.9 (25.0)                 | −2.4 (27.7)                 | −1.8 (28.8)                 | 0.6 (33.1)                  | 1.6 (34.9)                  | 5.3 (41.5)                  | −3.9 (25.0)                 |
| الهطول مم (إنش)                   | 43.4 (1.71)                 | 39.3 (1.55)                 | 51.1 (2.01)                 | 50.3 (1.98)                 | 64.9 (2.56)                 | 78.5 (3.09)                 | 81.7 (3.22)                 | 77.8 (3.06)                 | 62.3 (2.45)                 | 68.4 (2.69)                 | 49.0 (1.93)                 | 48.3 (1.90)                 | 714.6 (28.13)               |
| متوسط أيام هطول الأمطار           | 4.7                         | 4.2                         | 5.6                         | 6.5                         | 9.1                         | 11.5                        | 12.8                        | 12.3                        | 9.7                         | 8.9                         | 6.4                         | 5.6                         | 97.3                        |
| Average afternoon رطوبة نسبية (%) | 30                          | 32                          | 37                          | 44                          | 58                          | 64                          | 65                          | 59                          | 51                          | 48                          | 39                          | 34                          | 47                          |
| المصدر:                           |                             |                             |                             |                             |                             |                             |                             |                             |                             |                             |                             |                             |                             |

## أعلام
- روري هيلتون
- جون هيويت
- جيمس كينغ
- سكوت مارتن
- أندرو مكدونالد